# Pereyra
Pereyra es una localidad del partido de Berazategui, en el Gran Buenos Aires, provincia de Buenos Aires, Argentina. En principio la estación homónima de ferrocarril era conocida como Derechos de la Ancianidad.

## Sismicidad
La región responde a la «subfalla del río Paraná», y a la «subfalla del río de la Plata», con sismicidad baja; y su última expresión se produjo el 5 de junio de 1888 (136 años) de silencio sísmico), a las 3.20 UTC-3, con una magnitud probable, de 5,0 en la escala de Richter (terremoto del Río de la Plata de 1888).
La Defensa Civil municipal debe advertir sobre escuchar y obedecer acerca de
Área de
- Tormentas severas periódicas
- Baja sismicidad, con silencio sísmico de 136 años

## Población
Según el anterior censo, cuenta con 1,147 habitantes (Indec, 2001).

## Radioastronomía
En Pereyra se ubica el Instituto Argentino de Radioastronomía.